# 1 500 mètres aux championnats d'Europe d'athlétisme en salle
Pour un article plus général, voir Championnats d'Europe d'athlétisme en salle.
Le 1 500 mètres masculin fait partie des épreuves inscrites au programme des premiers Championnats d'Europe en salle (Jeux européens en salle de 1966 à 1969). Le 1 500 m féminin fait son apparition dans cette compétition en 1971.
Avec quatre médailles d'or, le Polonais Henryk Szordykowski est l'athlète le plus titré dans cette épreuve. La Britannique Laura Muir détient le record de victoires féminines avec trois titres. 
Les records des championnats d'Europe en salle appartiennent chez les hommes au Norvégien Jakob Ingebrigtsen (3 min 33 s 95 en 2023), et chez les femmes à la Britannique Laura Muir (4 min 2 s 39 en 2017).

## Palmarès

### Hommes
| Édition                        | Or                                | Argent                      | Bronze                    |                         |
| Jeux européens en salle        | Jeux européens en salle           | Jeux européens en salle     | Jeux européens en salle   | Jeux européens en salle |
| ------------------------------ | --------------------------------- | --------------------------- | ------------------------- | ----------------------- |
| 1966                           | John Whetton (GBR)                | Oleg Rayko (URS)            | Ulf Högberg (SWE)         |                         |
| 1967                           | John Whetton (GBR)                | Josef Odložil (TCH)         | Stanislav Hoffman (TCH)   |                         |
| 1968                           | John Whetton (GBR)                | José María Morera (ESP)     | Igor Potapchenko (URS)    |                         |
| 1969                           | Edgard Salvé (BEL)                | Knut Brustad (NOR)          | Walter Wilkinson (GBR)    |                         |
| Championnats d'Europe en salle |                                   |                             |                           |                         |
| 1970                           | Henryk Szordykowski (POL)         | Frank Murphy (IRL)          | Volodymyr Panteley (URS)  |                         |
| 1971                           | Henryk Szordykowski (POL)         | Volodymyr Panteley (URS)    | Gianni Del Buono (ITA)    |                         |
| 1972                           | Jacky Boxberger (FRA)             | Spylios Zacharopoulos (GRE) | Jürgen May (FRG)          |                         |
| 1973                           | Henryk Szordykowski (POL)         | Herman Mignon (BEL)         | Klaus-Peter Justus (GDR)  |                         |
| 1974                           | Henryk Szordykowski (POL)         | Thomas Wessinghage (FRG)    | Włodzimierz Staszak (POL) |                         |
| 1975                           | Thomas Wessinghage (FRG)          | Pyotr Anisim (URS)          | Gheorghe Ghipu (ROU)      |                         |
| 1976                           | Paul-Heinz Wellmann (FRG)         | Thomas Wessinghage (FRG)    | Gheorghe Ghipu (ROU)      |                         |
| 1977                           | Jürgen Straub (GDR)               | Paul-Heinz Wellmann (FRG)   | János Zemen (HUN)         |                         |
| 1978                           | Antti Loikkanen (FIN)             | Thomas Wessinghage (FRG)    | Jürgen Straub (GDR)       |                         |
| 1979                           | Eamonn Coghlan (IRL)              | Thomas Wessinghage (FRG)    | John Robson (GBR)         |                         |
| 1980                           | Thomas Wessinghage (FRG)          | Ray Flynn (IRL)             | Pierre Délèze (SUI)       |                         |
| 1981                           | Thomas Wessinghage (FRG)          | Uwe Becker (FRG)            | Mirosław Żerkowski (POL)  |                         |
| 1982                           | José Luis González (ESP)          | José Manuel Abascal (ESP)   | Antti Loikkanen (FIN)     |                         |
| 1983                           | Thomas Wessinghage (FRG)          | José Manuel Abascal (ESP)   | Antti Loikkanen (FIN)     |                         |
| 1984                           | Peter Wirz (SUI)                  | Riccardo Materazzi (ITA)    | Thomas Wessinghage (FRG)  |                         |
| 1985                           | José Luis González (ESP)          | Marcus O'Sullivan (IRL)     | José Luis Carreira (ESP)  |                         |
| 1986                           | José Luis González (ESP)          | José Luis Carreira (ESP)    | Han Kulker (NED)          |                         |
| 1987                           | Han Kulker (NED)                  | Jens-Peter Herold (GDR)     | Klaus-Peter Nabein (FRG)  |                         |
| 1988                           | Ari Suhonen (FIN)                 | Ronny Olsson (SWE)          | Rüdiger Horn (GDR)        |                         |
| 1989                           | Hervé Phélippeau (FRA)            | Han Kulker (NED)            | Sergey Afanasyev (URS)    |                         |
| 1990                           | Jens-Peter Herold (GDR)           | Fermín Cacho (ESP)          | Tony Morrell (GBR)        |                         |
| 1992                           | Matthew Yates (GBR)               | Sergey Melnikov (EUN)       | Branko Zorko (CRO)        |                         |
| 1994                           | David Strang (GBR)                | Branko Zorko (CRO)          | Kader Chékhémani (FRA)    |                         |
| 1996                           | Mateo Cañellas (ESP)              | Anthony Whiteman (GBR)      | Kader Chékhémani (FRA)    |                         |
| 1998                           | Rui Silva (POR)                   | Kader Chékhémani (FRA)      | Andrey Zadorozhniy (RUS)  |                         |
| 2000                           | José Antonio Redolat (ESP)        | James Nolan (IRL)           | Mehdi Baala (FRA)         |                         |
| 2002                           | Rui Silva (POR)                   | Juan Carlos Higuero (ESP)   | Michael East (GBR)        |                         |
| 2005                           | Ivan Heshko (UKR)                 | Juan Carlos Higuero (ESP)   | Reyes Estévez (ESP)       |                         |
| 2007                           | Juan Carlos Higuero (ESP)         | Sergio Gallardo (ESP)       | Arturo Casado (ESP)       |                         |
| 2009                           | Rui Silva (POR)                   | Diego Ruíz (ESP)            | Yoann Kowal (FRA)         |                         |
| 2011                           | Manuel Olmedo (ESP)               | Kemal Koyuncu (TUR)         | Bartosz Nowicki (POL)     |                         |
| 2013                           | Mahiedine Mekhissi-Benabbad (FRA) | İlham Tanui Özbilen (TUR)   | Simon Denissel (FRA)      |                         |
| 2015                           | Jakub Holuša (CZE)                | İlham Tanui Özbilen (TUR)   | Chris O'Hare (GBR)        |                         |
| 2017                           | Marcin Lewandowski (POL)          | Kalle Berglund (SWE)        | Filip Sasínek (CZE)       |                         |
| 2019                           | Marcin Lewandowski (POL)          | Jakob Ingebrigtsen (NOR)    | Jesús Gómez (ESP)         |                         |
| 2021                           | Jakob Ingebrigtsen (NOR)          | Marcin Lewandowski (POL)    | Jesús Gómez (ESP)         |                         |
| 2023                           | Jakob Ingebrigtsen (NOR)          | Neil Gourley (GBR)          | Azeddine Habz (FRA)       |                         |
| 2025                           | Jakob Ingebrigtsen (NOR)          | Azeddine Habz (FRA)         | Isaac Nader (POR)         |                         |

### Femmes
| Édition | Or                           | Argent                        | Bronze                       |
| ------- | ---------------------------- | ----------------------------- | ---------------------------- |
| 1971    | Margaret Beacham (GBR)       | Lyudmila Bragina (URS)        | Tamara Pangelova (URS)       |
| 1972    | Tamara Pangelova (URS)       | Lyudmila Bragina (URS)        | Vasilena Amzina (BUL)        |
| 1973    | Ellen Tittel (FRG)           | Tonka Petrova (BUL)           | Iris Claus (GDR)             |
| 1974    | Tonka Petrova (BUL)          | Karin Krebs (GDR)             | Tamara Kazachkova (URS)      |
| 1975    | Natalia Andrei (ROU)         | Tamara Kazachkova (URS)       | Ellen Wellmann (FRG)         |
| 1976    | Brigitte Kraus (FRG)         | Natalia Marasescu (ROU)       | Rositsa Pekhlivanova (BUL)   |
| 1977    | Mary Stewart (GBR)           | Vesela Yatsinska (BUL)        | Rumyana Chavdarova (BUL)     |
| 1978    | Ileana Silai (ROU)           | Natalia Marasescu (ROU)       | Brigitte Kraus (FRG)         |
| 1979    | Natalia Marasescu (ROU)      | Zamira Zaytseva (URS)         | Svetlana Guskova (URS)       |
| 1980    | Tamara Koba (URS)            | Anna Bukis (POL)              | Mary Purcell (IRL)           |
| 1981    | Agnese Possamai (ITA)        | Valentina Ilyinykh (URS)      | Lyubov Smolka (URS)          |
| 1982    | Gabriella Dorio (ITA)        | Brigitte Kraus (FRG)          | Beate Liebich (GDR)          |
| 1983    | Brigitte Kraus (FRG)         | Maria Radu (ROU)              | Ivana Kleinová (TCH)         |
| 1984    | Fiţa Lovin (ROU)             | Elly van Hulst (NED)          | Sandra Gasser (SUI)          |
| 1985    | Doina Melinte (ROU)          | Fiţa Lovin (ROU)              | Brigitte Kraus (FRG)         |
| 1986    | Svetlana Kitova (URS)        | Tatyana Lebonda (URS)         | Mitica Junghiatu (ROU)       |
| 1987    | Sandra Gasser (SUI)          | Svetlana Kitova (URS)         | Ivana Kubešová (TCH)         |
| 1988    | Doina Melinte (ROU)          | Mitiță Constantin (ROU)       | Brigitte Kraus (FRG)         |
| 1989    | Paula Ivan (ROU)             | Marina Yachmenyova (URS)      | Svetlana Kitova (URS)        |
| 1990    | Doina Melinte (ROU)          | Sandra Gasser (SUI)           | Violeta Beclea (ROU)         |
| 1992    | Yekaterina Podkopayeva (EUN) | Lyubov Kremlyova (EUN)        | Doina Melinte (ROU)          |
| 1994    | Yekaterina Podkopayeva (RUS) | Lyudmila Rogachova (RUS)      | Małgorzata Rydz (POL)        |
| 1996    | Carla Sacramento (POR)       | Yekaterina Podkopayeva (RUS)  | Małgorzata Rydz (POL)        |
| 1998    | Theresia Kiesl (AUT)         | Lidia Chojecka (POL)          | Violeta Szekely (ROU)        |
| 2000    | Violeta Szekely (ROU)        | Olga Kuznetsova (RUS)         | Yuliya Kosenkova (RUS)       |
| 2002    | Yekaterina Puzanova (RUS)    | Elena Iagăr (ROU)             | Alesia Turava (BLR)          |
| 2005    | Elena Iagăr (ROU)            | Corina Dumbravean (ROU)       | Hind Dehiba (FRA)            |
| 2007    | Lidia Chojecka (POL)         | Natalya Pantelyeva (RUS)      | Olesya Chumakova (RUS)       |
| 2009    | Natalia Rodríguez (ESP)      | Sonja Roman (SVN)             | Roísín McGettigan (IRL)      |
| 2011    | Elena Arzhakova (RUS)        | Nuria Fernández (ESP)         | Yekaterina Martynova (RUS)   |
| 2013    | Abeba Aregawi (SWE)          | Isabel Macías (ESP)           | Katarzyna Broniatowska (POL) |
| 2015    | Sifan Hassan (NED)           | Angelika Cichocka (POL)       | Federica Del Buono (ITA)     |
| 2017    | Laura Muir (GBR)             | Konstanze Klosterhalfen (GER) | Sofia Ennaoui (POL)          |
| 2019    | Laura Muir (GBR)             | Sofia Ennaoui (POL)           | Ciara Mageean (IRL)          |
| 2021    | Élise Vanderelst (BEL)       | Holly Archer (GBR)            | Hanna Klein (GER)            |
| 2023    | Laura Muir (GBR)             | Claudia Bobocea (ROU)         | Sofia Ennaoui (POL)          |
| 2025    | Agathe Guillemot (FRA)       | Salomé Afonso (POR)           | Revee Walcott-Nolan (GBR)    |